# میوس
میوس (انگلیسی: Mius) رودخانه ای است در اروپای شرقی که از اوکراین و روسیه می‌گذرد. طول آن ۲۵۸ کیلومتر (۱۶۰ مایل) است و حوضه زهکشی آن ۶۶۸۰ کیلومتر مربع (۲۵۸۰ مایل مربع) است.